# MCI Capital
MCI Capital (wcześniej MCI Management) — notowany na Giełdzie Papierów Wartościowych w Warszawie fundusz inwestycyjny typu private equity utworzony w 1999 roku przez Tomasza Czechowicza.

## Historia
- 1999: Powstanie MCI jako inwestora działającego na rynku cyfrowym w Europie Środkowo-Wschodniej
- 1999: Pierwsza inwestycja w CCS (Computer Communication Systems SA – jeden z czołowych polskich integratorów systemów ICT)[4]
- 2001: Debiut MCI na giełdzie, wartość aktywów pod zarządzaniem 10 mln USD[5]
- 2005: Pierwsza oferta publiczna spółki portfelowej MCI - Travelplanet.pl
- 2008: Wejście w inwestycje private equity - podział aktywności między dwa subfundusze MCI.EuroVentures (PE/wykup) i MCI.TechVentures (venture capital)[6]
- 2010: Aktywa pod zarządzaniem warte 554 mln zł[7]
- 2010: utworzenie Internet Ventures (wspólnie z KFK); uruchomienie MCI.ImmoVentures; IPO ABC Data[8]
- 2012: Wejście na rynek zachodnioeuropejski (1. inwestycja w krajach DACH)[9]
- 2014: Wartość aktywów pod zarządzaniem 1,3 mld zł[10]
- 2014: inwestycja w Netia S.A.[11], proces pre-IPO/IPO Private Equity Managers S.A.[12]
- 2015: IPO Private Equity Managers S.A. na Giełdzie Papierów Wartościowych w Warszawie[13]
- 2016: Wartość aktywów pod zarządzaniem 1 mld 341 mln zł[14]
- 2019: Skoncentrowanie strategii na transakcjach wykupów w całej Europie za pośrednictwem funduszu evergreen MCI.EuroVentures[15]
- 2021: Rekordowy zysk MCI – 465,79 mln zł skonsolidowanego zysku netto[16]
- 2022: MCI.EuroVentures obejmuje 55% udziałów w eSky za 158 mln zł[17]
- 2023: MCI wśród 100 największych prywatnych polskich firm w rankingu Forbes’a[18]. Kupno większościowych udziałów w Webcon[19] i Focus[20]
- 2024: Kupno 65% udziałów w Profitroom, największym regionalnym dostawcy rozwiązań systemów rezerwacji on-line dla hoteli[21]. MCI.EuroVentures kupuje 55% udziałów w spółce NTFY, liderze wysokiej jakości diet pudełkowych w Polsce[22].

## Działalność
MCI Capital ASI SA to fundusz private equity, którego strategia skupiona jest na inwestycjach w gospodarkę cyfrową i climatech, w obszarze ekspansji i wykupów (expansion and buyout) w Europie Centralnej i Wschodniej. Preferowana wielkość inwestycji to 25-100 mln euro w pojedynczy projekt inwestycyjny. MCI zamierza realizować 2-3 inwestycje rocznie i 1-2 wyjścia z inwestycji.
Łączna wartość aktywów pod zarządzaniem MCI na 31 grudnia 2024 r. wynosi ok. 2,74 mld zł. Grupa zrealizowała łącznie 111 projektów inwestycyjnych oraz dokonała ponad 90 pełnych wyjść. Plasuje to MCI jako największy fundusz PE nowych technologii w Europie Centralnej
Średnioroczny wzrost NAV/S MCI od momentu powstania [CAGR] wynosi 16% . Całkowita wewnętrzna stopa zwrotu (IRR) z zakończonych inwestycji (strategia wykupu i ekspansji [buyout & expansion]) wynosi 28,2%, przy wskaźniku Gross MoIC (Gross Multiple on Invested Capital) na poziomie 2,6x
MCI Capital SA jest członkiem Polskiego Stowarzyszenia Inwestorów Kapitałowych. MCI Capital TFI SA (towarzystwo funduszy inwestycyjnych MCI będące 100% spółką zależną względem MCI Capital ASI SA) jest członkiem Izby Zarządzających Funduszami i Aktywami.
Strategia inwestycyjna Grupy Kapitałowej MCI opiera się na pięciu obszarach:
1.    Inwestycje w spółki  z obszaru e-commerce & marketplaces, direct to customers i traveltech
2.    Inwestycje w spółki z obszaru SaaS (software as a service) oraz digital infrastructure 
3.    Inwestycje w spółki z obszaru payments, fintechs i insurtechs 
4.    Inwestycje w spółki z obszaru healthcare i longevity
5.    Inwestycje w obszarze AI, climatech i deeptech.

### Wybrane dane finansowe[29]
| wartości w tys. PLN | 2007    | 2008    | 2009    | 2010    | 2011    | 2012    | 2013    | 2014      | 2015      | 2016      | 2017      | 2018      | 2019      | 2020      | 2021      | 2022      | 2023      |
| ------------------- | ------- | ------- | ------- | ------- | ------- | ------- | ------- | --------- | --------- | --------- | --------- | --------- | --------- | --------- | --------- | --------- | --------- |
| kapitał własny      | 154.600 | 207.958 | 266.021 | 498.158 | 525.980 | 572.146 | 763.402 | 1.032.404 | 1.154.617 | 1.042.665 | 1.049.970 | 1.187.911 | 1.271.174 | 1.355.872 | 1.808.247 | 1.916.225 | 2.081.454 |
| zysk (strata) netto | 80.386  | 21.551  | 44.358  | 156.080 | 18.679  | 41.572  | 186.178 | 352.281   | 121.463   | (82.243)  | 84.020    | 137.544   | 113.388   | 134.353   | 465.790   | 143.261   | 164.900   |
| aktywa razem        | 236.488 | 300.013 | 333.679 | 634.960 | 640.629 | 779.603 | 940.188 | 1.223.455 | 1.397.711 | 1.340.871 | 1.321.402 | 1.368.257 | 1.526.958 | 1.792.817 | 2.064.233 | 2.225.177 | 2.368.172 |

## Fundusze

### MCI.EuroVentures FIZ 1.0[30]
| typ funduszu            | captive |
| obszary inwestycji      | Software As a Service (SaaS), E-commerce/Marketplace, Fintech i Insurtech, podmioty realizujące transformacje cyfrową do tych obszarów. |
| strategia inwestycyjna  | wykup, ekspansja |
| wielkość inwestycji     | 25-100 mln euro |
| aktywa pod zarządzaniem | 2,4 mld zł |

### MCI.TechVentures FIZ 1.0 w likwidacji[32]
| typ funduszu            | captive |
| obszary inwestycji      | marketplace, fintech/insurtech, SaaS, sztuczna inteligencja |
| strategia inwestycyjna  | wzrost, ekspansja; ; obecnie fundusz koncentruje się na zarządzaniu portfelem i optymalnych dezinwestycjach tego portfela w celu maksymalizacji zwrotu dla inwestorów; celem jest pełna likwidacja portfela do 2026 r. w drodze sprzedaży do inwestorów strategicznych, funduszy PE, IPO oraz wykupy menedżerskie. |
| wielkość inwestycji     | spółki z wielkością EBITDA 1,5–25 mln euro |
| aktywa pod zarządzaniem | 0,35 mld zł |